# Rachael Padman
Rachael Padman   (Melbourne, 1954) és una professora de física australiana a la Universitat de Cambridge a Anglaterra. Des de Melbourne, Padman es va llicenciar en enginyeria elèctrica per la Universitat de Monash (Austràlia), i es va especialitzar en radioastronomia. Després de la seva investigació doctoral, ha fet contribucions a la investigació sobre l'evolució estel·lar (la formació d'estrelles). Actualment es dedica principalment a les tasques administratives de la docència. Padman és membre de la Unió Astronòmica Internacional.
Una dona trans, Padman es va sotmetre a una cirurgia de reassignació de sexe el 1982 quan estava fent un doctorat en astronomia a la Universitat de Cambridge. El 1996, va ser escollida membre del Newnham College, una de les tres universitats de dones de la Universitat de Cambridge en aquell moment. Va rebre l'oposició d'algunes persones, que van argumentar, sense èxit, que Padman no s'havia s'havia de fer membre ja que se li va assignar home al néixer.

## Joventut i educació
Padman va néixer Russell Padman a Melbourne el 1954, i va assistir a la Melbourne High School al suburbi de Melbourne de South Yarra. Va ser la capitana cadet de l'escola i va guanyar el premi de tir amb rifle durant dos anys consecutius. Va obtenir un primer grau en Enginyeria Elèctrica a la Universitat de Monash, a Austràlia. Es va unir al treball de recerca sobre radioastronomia a la Divisió de Radio Physics de l'Organització de Recerca Científica i Industrial de la Commonwealth (Commonwealth Scientific and Industrial Research Organisation, CSIRO) a Sydney, durant dos anys.
En el seu assaig autobiogràfic, Rachael's Story, va parlar de la seva identitat de gènere durant tota la vida com a dona, i un dels motius darrere d'anar a Anglaterra era l'esperança d'una oportunitat per abordar els seus problemes de gènere. El 1977, Padman es va establir a Anglaterra per treballar per a un doctorat en astronomia al St John's College (Cambridge), i va fer investigacions al Laboratori Cavendish de la Universitat de Cambridge. Entre les primeres coses que va fer en arribar a Cambridge va ser acostar-se a John Randall a l'Hospital Charing Cross de Londres, que li va receptar estrògens. El 1978, va sortir de l'armari com a transgènere i va començar amb el seu supervisor de doctorat, Richard Hills. Va dir que Rachael va aparèixer espontàniament com el seu nou nom un matí; inicialment va pensar a utilitzar el nom de Susan (una alumna de la seva escola primària), abans de renunciar perquè ja hi havia dues Susans al seu laboratori, inclosa la secretària. Es va llicenciar el 1982.
Als Estats Units d'Amèrica, es va beneficiar del programa Miller Research Fellow a la Universitat de Califòrnia, Berkeley, i va tornar al Cavendish el 1984.

## Carrera professional
Al Laboratori Cavendish, Padman va ser nomenada científica adjunta del projecte del telescopi James Clerk Maxwell (JCMT) a Hawaii el 1984. Hi va treballar durant quatre anys fins que es va convertir en professora universitària al Departament de Física de la Universitat de Cambridge, el 1998. Des del 2005, s'ha dedicat principalment a l'administració de la docència al Departament de Física. És directora d'Educació de la Facultat de Ciències Físiques. A Newnham, està ensenyant física i és directora d'Estudis en Ciències Naturals.
Va aparèixer a la premsa l'any 1996, quan Padman va ser elegida membre del Newnham College. Els estatuts del col·legi només permetien membres dones a l'institut. La directora, la doctora Onora O'Neill, sabia que Padman s'havia sotmès a una operació de canvi de sexe. La feminista Germaine Greer, que era membre de l'òrgan de govern de la universitat, es va oposar fermament al nomenament, dient que «Padman era un home i un mascle». Membres, estudiants i personal de la Universitat de Cambridge van donar suport a Padman, i va ser admesa sense més oposició. Clare Longrigg va publicar un article titulat A Sister with No Fellow Feeling al número del 25 de juny de 1997 de The Guardian fent acusacions a Padman i que contenia comentaris atribuïts a Greer. L'article es va retractar el 19 de març de 1998 perquè es va trobar que la informació era falsa i l'acusació feta contra Greer es va considerar infundada.